# 고베 공항
고베 공항(일본어: 神戸空港, IATA: UKB, ICAO: RJBE)은 일본 효고현 고베시 주오구 해안의 인공섬에 지어진 공항으로 2006년 2월 16일에 개항했고 제3종 공항으로서는 처음으로 지자체(고베시)에서 건설과 운영을 모두 맡았으며 주로 국내선을 담당하고 있으나 국제선 전세기 노선도 수용할 수 있다.

## 개요
간사이 국제공항의 만성 포화 문제를 해결하기 위해 2025년 하계 스케줄부터 대한항공의 인천행 노선을 필두로 국제선 전세편 노선을 개설할 예정이며 대한항공의 인천 - 고베 노선은 2025년 4월 18일부터 취항을 시작했으며 2030년부터는 반경 5,500km 이내의 국제선 운항 노선을 고베 공항에도 수용할 예정에 있다.

## 운항 노선

### 국제선
| 항공사        | 목적지                     |
| ------------- | -------------------------- |
| 대한항공      | 서울(인천)                 |
| 준야오 항공   | 난징, 상하이(푸동)         |
| 에바 항공     | 타이페이(타오위안)         |
| 스타룩스 항공 | 타이페이(타오위안), 타이중 |

### 국내선
| 항공사          | 목적지                                                                           |
| --------------- | -------------------------------------------------------------------------------- |
| 전일본공수      | 마쓰모토, 아오모리, 하나마키                                                     |
| 솔라시드 항공   | 오키나와                                                                         |
| 스카이마크 항공 | 도쿄(하네다), 가고시마, 나가사키, 삿포로, 센다이, 시모지시마, 오키나와, 이바라키 |
| 후지드림항공    | 도쿄(하네다), 삿포로                                                             |
| AIR DO          | 삿포로                                                                           |

## 교통
- 고베 공항역 - 고베 신교통 포트 아일랜드 선

## 같이 보기
- 고베항
- 포트아일랜드
- 한신 공업지대